# Honoré IV (prince de Monaco)
Pour les articles homonymes, voir Honoré IV.
Honoré IV, né le 17 mai 1758 à Paris et mort le 16 février 1819 dans la même ville, est prince souverain de Monaco du 30 mai 1814 au 16 février 1819, après la période d'occupation française (1793-1814).

## Biographie
Fils d'Honoré III (1720-1795) et de Marie-Catherine Brignole-Sale (1737-1813), il est prince titulaire de Monaco à la mort de son père en 1795. Ce n'est cependant que le 30 mai 1814 qu'il peut porter effectivement le titre. Il laisse très vite l'administration de la principauté à son frère Joseph, puis à son fils Honoré à partir de 1815.

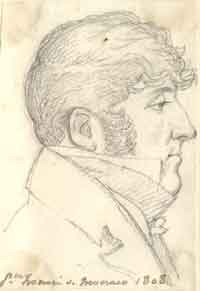
Honoré de Monaco, par Frédéric Christophe d'Houdetot, 1808.

### Mariage et enfants
Le 15 juillet 1777, il épouse Louise d'Aumont, duchesse de Mazarin qui lui donne le titre de baron de Massy transmis à la lignée princière de Monaco. Il en divorce le 22 juin 1793. De leur union naissent deux fils qui règnent l'un après l'autre sur la principauté :
- Honoré V, du 16 janvier 1819 à sa mort en 1841 ;
- Florestan Ier, du 2 octobre 1841 à sa mort en 1856.

## Armoiries
| Blason | Blasonnement : Fuselé d'argent et de gueules. |

## Pour approfondir